# Order Czerwonego Lwa i Słońca

Order Czerwonego Lwa i Słońca

Logo Towarzystwa Czerwonego Lwa i Słońca

Order Czerwonego Lwa i Słońca (pers. ‏ نشان شیر و خورشید سرخ ایران‎) – odznaczenie ustanowione podczas panowania szacha irańskiego Mohammada Rezę Pahlawiego przez Towarzystwo Czerwonego Lwa i Słońca. Nadawany był za zasługi w służbie humanitarnej na rzecz irańskiej ludności i ratowanie życia. Order składał się z białego dysku z emblematem Towarzystwa Czerwonego Lwa i Słońca obsadzonego wewnątrz wielopromiennej, złotej gwiazdy o czterech wierzchołkach, pod którą podłożono czerwony grecki krzyż, reprezentujący Towarzystwo Czerwonego Krzyża. Orderem dekorowano aż do wybuchu rewolucji w 1979 roku.